# تارا سوبكوف
تارا سوبكوف (بالإنجليزية: Tara Subkoff)‏ وهي فنانة وممثلة ومصممة أزياء أمريكية ولدت في يوم 10 ديسمبر 1972 في بلدة ويستبورت في الولايات المتحدة، مثلت في أكثر من 30 فلم منها أفضل ما يمكن حصوله في سنة 1997 و All Over Me في 1997 وفلم The Last Days of Disco في 1998 وفلم The Notorious Bettie Page في 2005 وفلم صائد الثعالب في 2015.

## روابط خارجية
- تارا سوبكوف على موقع IMDb (الإنجليزية)
- تارا سوبكوف على موقع ألو سيني (الفرنسية)
- تارا سوبكوف على موقع أول موفي (الإنجليزية)
- تارا سوبكوف على موقع قاعدة بيانات الأفلام السويدية (السويدية)
- تارا سوبكوف على موقع إن إن دي بي (الإنجليزية)
- تارا سوبكوف على موقع قاعدة بيانات الفيلم (الإنجليزية)
- تارا سوبكوف على موقع كينوبويسك (الروسية)